# Brasileirismo
Brasileirismo é uma expressão ou palavra peculiar do vocabulário lexicográfico do Brasil. A quase totalidade dos brasileirismos lexicográficos podem ser classificados em sete grandes grupos.[carece de fontes?]

## Tupinismos

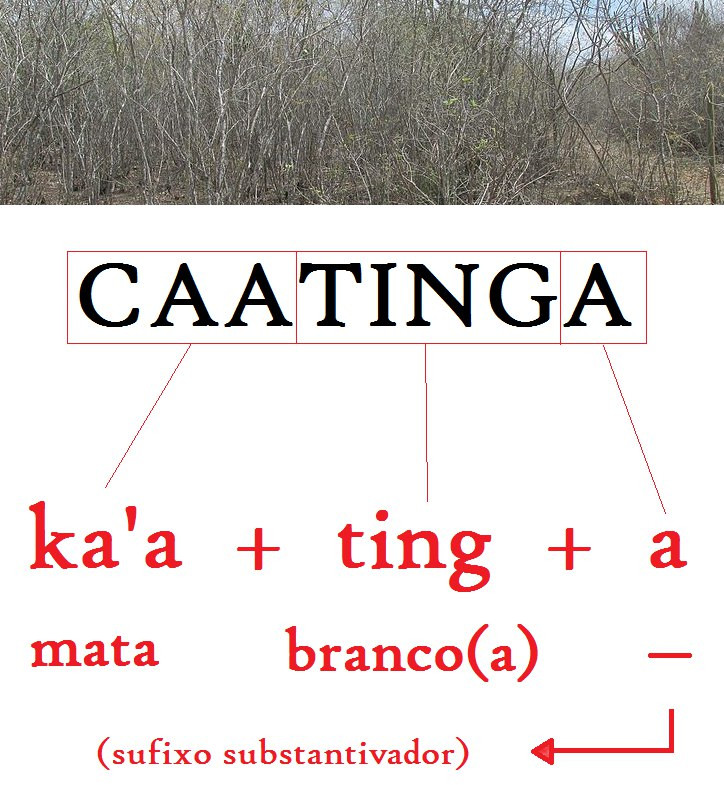
Explicação etimológica de caatinga

São os brasileirismos que derivam diretamente da língua tupi-guarani ou que por ela foram influenciados, como acontece com alguns sufixos que, segundo alguns autores, funcionam mais como adjectivos do que como sufixos, já que não alteram a constituição morfológica e fonética da palavra a que se ligam. São exemplos destes sufixos o -açu (grande), -guaçu (grande) e -mirim (pequeno), como nas palavras arapaçu (pássaro de bico grande), babaçu (palmeira grande), mandiguaçu (peixe grande), abatimirim (arroz miúdo) ou mesa-mirim (mesa pequena).
Existem, no entanto, verdadeiros sufixos, como -rana (parecido com) e -oara (valor gentílico) nas palavras bibirana (planta da família das anonáceas), brancarana (mulata clara) ou paroara (natural do Pará).
Outros exemplos são:
- Toponímicos: Carioca, Ipanema, Tijuca, Ceará e Pará;
- Nome ou sobrenomes de pessoas: Araci, Jandaia e Iara;
- Substantivos peculiares da fauna e flora: como cupim, mandioca, jacarandá, abacaxi e araíba;
- Nomes de utensílios, crenças, enfermidades e fenômenos da natureza: urupema, moqueca, mingau, iracema, guri e xará.

## Amerindianismos
Existem influências de outras línguas indígenas não tupis que se falavam no país à data da chegada dos portugueses e com as quais houve contacto. Os missionários jesuítas denominaram de tapuias os aborígenes não tupi.

## Africanismos
O tráfico de escravos, especialmente da África para os engenhos brasileiros, trouxe consigo, mormente da família banto, toda uma série de termos que em breve veio a determinar a criação de duas línguas africanas gerais: o nagô ou iorubá - especialmente na Bahia - e o quimbundo, mais rico de vocabulário e de expressão no resto do país. Daqui resultaram várias influências no falar brasileiro a que se podem atribuir os seguintes fenômenos de fonética:
- Ensurdecimento e queda do r final;
- Ieísmo;
- Pronúncia plena de e e o em posição inicial absoluta ou protônica;
- Redução de nd a n nos gerúndios;
- Queda ou vocalização do l final;
- Redução de ei a (e) e de ou a (o);
- Alguns casos de epêntese (por exemplo, fulô por flor ou quelaro por claro);
- Terminação verbal átona -o por -am.[necessário esclarecer]

## Arcaísmos
Como acontece em todas as línguas transportadas da sua origem para outras paragens, o português do Brasil tem uma larga percentagem de termos arcaicos e um vocabulário que já foi esquecido no antigo país de origem e que ali se mantém vivo. São exemplos físico por médico, reinar por fazer travessuras e função por baile.

## Dialetalismos portugueses
Há outros brasileirismos aparentes que não passam de formas dialetais portuguesas, oriundas das regiões que forneceram os colonos para o Brasil, como os Açores e os vários distritos portugueses. O resultado foi prosa em vez de conversa ou salvar por saudar (ou dar a salvação, como ainda se diz em algumas regiões de Portugal).

## Brasileirismos semânticos
Esta é a classe mais importante e numerosa de brasileirismos, uma vez que, muitas palavras, sem perderem o seu significado tradicional, enriqueceram-se com uma ou mais acepções novas no Brasil. Por exemplo, virar também significa transformar-se em e prosa é também utilizado com o sentido de loquaz, conversador ou gabarola.